# Rhythms del Mundo – Cubano Alemán
Rhythms del Mundo – Cubano Alemán ist ein Album aus dem Jahr 2008, das an dem Album Rhythms del Mundo – Cuba von 2006 orientiert ist. Es spielen deutsche Künstler, darunter Rosenstolz, Xavier Naidoo, Ich + Ich, Die Fantastischen Vier, 2raumwohnung, Silbermond, Culcha Candela, Juli, Udo Lindenberg und Jan Delay, neue Versionen ihrer bekannten Songs gemeinsam mit kubanischen Musikern.

## Entstehung
Die meisten der beteiligten Bands nahmen ihren Song nicht gemeinsam mit den kubanischen Musikern auf, sondern schickten eine Aufnahme ihres Songs nach Kuba, anhand der dort eine neue Instrumentalversion entstand. Mit dieser wurden wiederum in Deutschland neue Gesangsaufnahmen eingespielt. Annette Humpe sowie Adel Tawil von Ich + Ich und Stefanie Kloß von Silbermond waren hingegen extra zu den Aufnahmen nach Kuba gereist.
Ein Euro von jeder verkauften CD geht an die Klimaschutzorganisation Artists' Project Earth, die schon das Album Rhythms del Mundo Cuba herausgebracht hatte.
Eine Woche nach Veröffentlichung erreichte das Album Platz 8 der deutschen Verkaufscharts.

## Konzert
Am 31. August 2008 gaben die beteiligten Musiker mit ihren Songs ein gemeinsames Konzert im Sommergarten der Internationalen Funkausstellung Berlin (IFA). Auch die Einnahmen aus diesem Konzert gingen an das Artists’ Project Earth.

## Singleauskopplungen
Der Titel 36grad von 2raumwohnung wurde am 22. August 2008 als Single ausgekoppelt; Dieses Leben von Juli folgte am 5. Dezember 2008.